# Pawn Stars, les rois des enchères
 (mars 2024).
Pawn Stars, les rois des enchères, ou Pawn Stars : prêteurs sur gages au Québec (Pawn Stars), est une série de factual entertainment américaine diffusée sur History Channel depuis le 19 juillet 2009. En France l'émission est diffusée sur Planète+ Aventure depuis 2014 puis sur D8 et D17 depuis 2015, rebaptisées C8 et CStar. Au Québec, la série est diffusée sur Historia (chaîne disponible au Québec seulement).

## Concept
L'émission met en scène la vie de la boutique de prêt sur gage Gold & Silver Pawn Shop à Las Vegas. Jusqu'à la mort du grand-père en 2018, trois générations d'une même famille travaillaient ensemble dans le magasin : Richard Benjamin Harrison dit « Le Vieux », cofondateur du magasin en 1989 avec Richard Kevin Harrison dit « Rick », son fils, ainsi que Corey Harrison dit « Big Hoss », petit-fils et fils des précédents et devenu actionnaire minoritaire en 2012 (nb : la mort du grand-père, le 25 juin 2018 à Las Vegas, va entraîner un rééquilibrage de l'actionnariat). L'émission met aussi à l'honneur Austin Russell dit « Chumlee », ami d'enfance de Corey et employé du magasin. Des particuliers apportent des objets plus ou moins anciens qu'ils souhaitent le plus souvent vendre ou plus rarement mettre en gage. Ces objets font parfois l'objet d'une expertise (historique, état, etc.) puis une négociation s'engage pour en fixer le prix. Si la transaction aboutit, le paiement s'effectue (le plus souvent en espèces). Entre ces scènes, l'émission montre les chamailleries au sein de l'équipe.

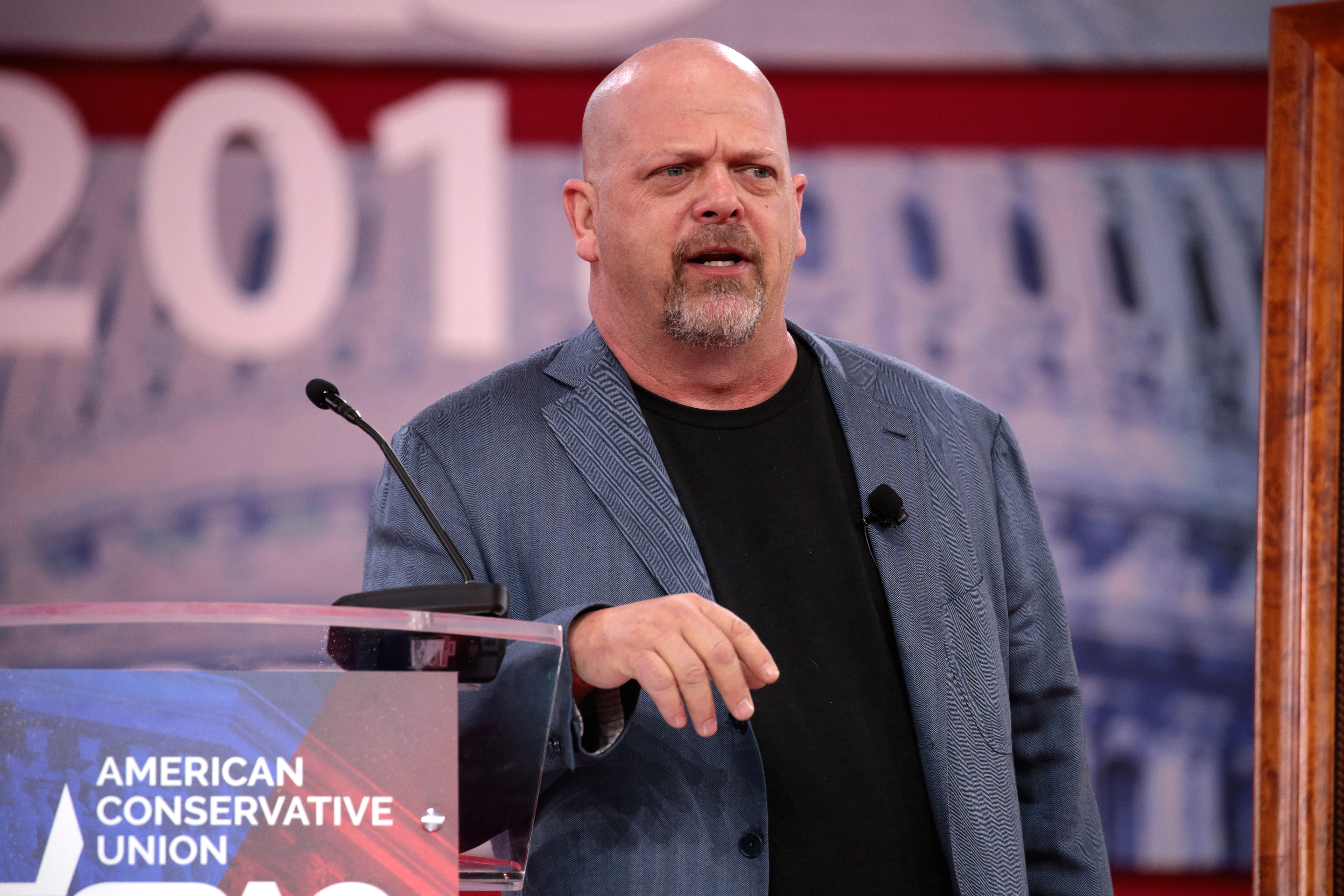
Rick Harrison en 2018.

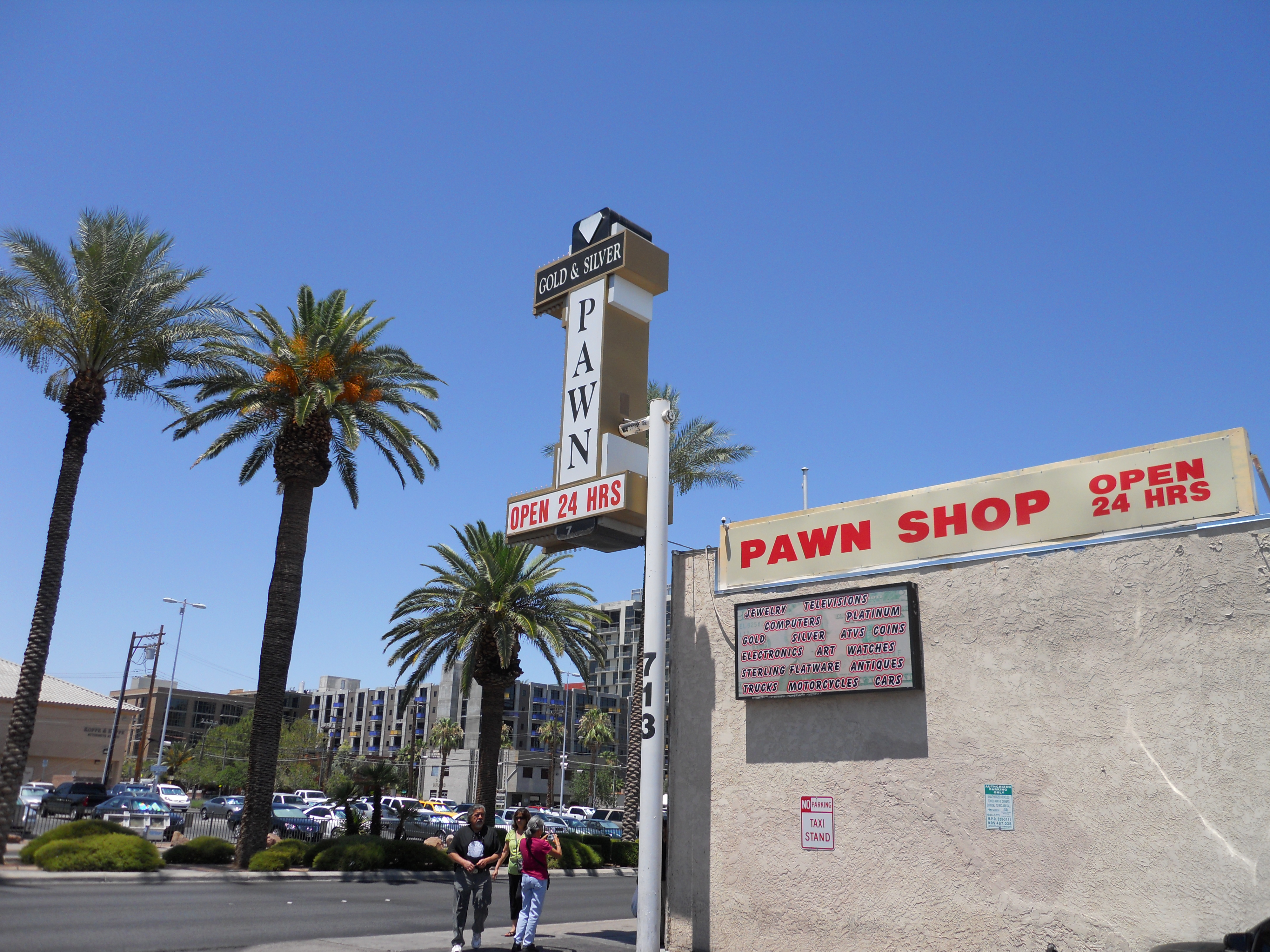
Le magasin de l'émission.

## Émissions
| Saisons | Nombre d'épisodes | Date de diffusion (aux États-Unis) | Date de diffusion (aux États-Unis) |
| Saisons | Nombre d'épisodes | Premier épisode                    | Dernier épisode                    |
| ------- | ----------------- | ---------------------------------- | ---------------------------------- |
| 1       | 25                | 19 juillet 2009                    | 27 décembre 2009                   |
| 2       | 33                | 18 janvier 2010                    | 12 juillet 2010                    |
| 3       | 30                | 16 août 2010                       | 28 mars 2011                       |
| 4       | 38                | 4 avril 2011                       | 8 novembre 2011                    |
| 5       | 30                | 28 novembre 2011                   | 5 mars 2012                        |
| 6       | 28                | 9 avril 2012                       | 3 septembre 2012                   |
| 7       | 34                | 5 novembre 2012                    | 11 mars 2013                       |
| 8       | 46                | 30 mai 2013                        | 26 décembre 2013                   |
| 9       | 52                | 2 janvier 2014                     | 26 juin 2014                       |
| 10      | 47                | 10 juillet 2014                    | 22 décembre 2014                   |
| 11      | 42                | 8 janvier 2015                     | 10 août 2015                       |
| 12      | 45                | 22 octobre 2015                    | 20 juillet 2016                    |
| 13      | 29                | 27 juillet 2016                    | 6 février 2017                     |
| 14      | 30                | 10 avril 2017                      | 28 août 2017                       |
| 15      | 30                | 16 octobre 2017                    | 27 juin 2018                       |
| 16      | 20                | 21 janvier 2019                    | 19 août 2019                       |
| 17      | 28                | 21 octobre 2019                    | 27 juillet 2020                    |
| 18      | 26                | 16 novembre 2020                   | 25 septembre 2021                  |
| 19      | 14                | 2 octobre 2021                     | 18 décembre 2021                   |
| 20      | 13                | 23 avril 2022                      | 2 novembre 2022                    |
| 21      | 15                | 15 mars 2023                       | 28 juin 2023                       |
| 22      | 10                | 10 juillet 2024                    | 25 septembre 2024                  |
| 23      | NC                | NC                                 | NC                                 |

## Gold & Silver Pawn Shop
- Le personnel du magasin :
  - Richard Benjamin Harrison (1941-2018) dit « le Vieux » : cofondateur et copropriétaire de la boutique, il est le père de Rick et grand-père de Corey. Il meurt le lundi 25 juin 2018 à l'âge de 77 ans[3]. (VF : Bernard Allouf).
  - Richard Kevin Harrison : cofondateur et copropriétaire de la boutique (VF : Hugues Martel ; VFQ : Alain Zouvi).
  - Corey Harrison : fils de Rick et petit-fils de Richard, il est surnommé « Big Hoss ». Il est le gestionnaire de la boutique la journée, après avoir obtenu en 2012 une augmentation et un partenariat de 5 %, avec la possibilité d'une plus grande participation dans l'entreprise dans l'avenir (VF : Ali Guentas; VFQ: Olivier Visentin).
  - Austin Russell, surnommé « Chumlee » : ami d'enfance de Corey (VF : Alexandre Donders).
- Autre personnel de la boutique :
  - Danielle Rainey, dite « Peaches » : membre du personnel du magasin.
  - Olivia Black : employée de nuit embauchée dans la cinquième saison. Elle est également modèle photo et a posé notamment pour SuicideGirls. À la suite de la diffusion de photos de nu sur internet, la production a fait pression pour la faire licencier du magasin et elle n'est donc plus présente dans l'émission depuis 2012[4].
  - Antwaun Austin : vigile, il est généralement filmé en arrière-plan. Il participe par moments à de courtes scènes, notamment pour donner raison à Chumlee, et souvent pour se mettre en opposition à Rick, qui lui rappelle à chaque fois qu'il est son patron. Doté d'un appétit féroce, on le voit souvent manger des aliments salés, mauvais pour sa santé, il est parfois présenté dans l'impossibilité d'enfiler un vêtement lorsque les autres membres (Corey et Chumlee) portent des tenues adaptées aux scènes qu'ils tournent. Il est souvent au stand de tirs où il accompagne le reste de l'équipe, mais ne tire jamais. On le voit aussi s'investir pour évoluer dans la hiérarchie, et ne plus se contenir dans son rôle de surveillant, mais sans jamais réussir. Chumlee le considère un peu comme son suppléant pour lui faire exécuter des tâches ingrates.
  - Fat Back : mécanicien en interne, il fournit également des évaluations sur l'état des véhicules.
  - Johnny : mécanicien en interne et expert en course et d'autres souvenirs sportifs.
  - Scott : employé à temps partiel de la boutique.
  - Andy : chef de la sécurité de la boutique.
  - Lili : stagiaire à la boutique.
- Les experts :
Des professionnels sont parfois appelés pour déterminer l'authenticité et la valeur des objets apportés et, dans certains cas, sont engagés pour les restaurer. Ce qui suit est une liste d'experts qui ont comparu dans deux ou plusieurs épisodes.
  - Mark Allen : interprète et collectionneur de souvenirs de l'Ouest, et le propriétaire de Wild West Arts Club and Western Stage Props.
  - Brenda Anderson : expert en manuscrits et propriétaire de Expert Graphologie.
  - Jesse Amoroso : expert en instruments à cordes et propriétaire de Cowtown Guitars.
  - Joe Ashman : expert en armes et propriétaire de Ashman's Pioneer Market à Fillmore (Utah).
  - Jemison Beshears : expert en armes et armes anciennes.
  - Jeremy Brown : expert en souvenirs sportifs et cartes sportives, propriétaire de Ultimate Sports Cards & Memorabilia.
  - Rick Dale : artiste sur métaux et restaurateur d'antiquités, propriétaire de Rick's Restorations.
  - Tony Dee : expert en armes à feu anciennes, gérant du The Gun Store.
  - Bob Demel : expert en armes anciennes, militaria et d'autres types d'antiquités, propriétaire de Antiques, Arms & Armor Historical Investments, Coto de Caza en Californie
  - Ferdinand Geitner : expert, maître et horloger, propriétaire du Montecito Clock Gallery.
  - Craig Gottlieb : expert en armes à feu et expert militaire antique, propriétaire de Craig Gottlieb Military Antiques.
  - Mark Hall-Patton : expert artefacts du XXe siècle et d'histoire, et l'administrateur du Musée du patrimoine du comté de Clark (Nevada) et du Musée de l'aviation Howard W. Cannon à l'aéroport McCarran.
  - Johnny Jimenez : expert en jouets anciens et propriétaire de Toy Shack de Las Vegas.
  - Danny Koker, dit « le Comte », propriétaire de Count’s Kustoms (il a son émission de téléréalité, Counting Cars (en français : « Chasseur de bolides »).
  - Wally Korhonen : expert dans la restauration de l'automobile, et le propriétaire de Rusty Nuts Rods et des douanes.
  - Dana Linett : expert en artefacts de l'histoire américaine précoce, y compris l'époque coloniale et les périodes révolutionnaires, président de Early American History, salle de ventes aux enchères.
  - Mark Logan : expert en voitures classiques et de performance et en dragsters, président du Nevada Classics, Inc. et Shelby Automobiles Nord-Ouest.
  - Brett Maly : évaluateur en beaux-arts pour Encounter Art à Las Vegas.
  - Drew Max : expert en documents et en écriture, propriétaire d'Authentic Autographs Unlimited.
  - Paul Milbury : expert en armes et antiquités militaires historiques de 1776 à la Seconde Guerre mondiale, propriétaire de Military Historical Arms & Antiques.
  - Roy Page : expert en appareils à tubes sous vide cru qui se spécialise dans ces appareils, propriétaire de Roy's Repair-O-Rama.
  - Sean Rich : expert en armurerie et armes anciennes, spécialisé dans la période allant du XVIe au XVIIIe siècle, propriétaire de Tortuga Trading Inc.
  - Rebecca Romney : experte en livres rares, manuscrits et documents imprimés du XVe au XXIe siècle, gestionnaire à la galerie Bauman Rare Books de Las Vegas jusqu'en 2016.
  - Charles Roof : spécialiste de tir à l'arc et directeur de Pacific Archery Sales.
  - Murray SawChuck (en) : magicien professionnel et historien de la magie, propriétaire de Murray Productions Inc..
  - Matthew C. Shortal : expert en aviation, Marine F-18 et pilote de la Marine Blue Angels, diplômé de Top Gun
  - Jay Tell : expert en pièces de monnaie et timbres, propriétaire de l'Americana Stamp & Coin Galleries.
  - Bill Ybarzabal : restaurateur de bateau, et propriétaire de A1A Marine Tech.
  - Mike Yamakashi : expert en sabres japonais.
  - Bob Yuhas : restaurateur d'objets souvent en bois et en métal.
  - Steve Grad : graphologue, spécialiste des autographes, grand connaisseur de l'univers de Star Wars.
  - Ethan Wayne (en), fils de John Wayne et ami de Rick, a participé à l'émission en tant qu'expert pour analyser un sabre et un chapeau qui auraient appartenu à son père.

## Dérivées
- American Restoration (Rick restaure tout ! ou American Restoration, les rois de la bricole sur D17) : programme de téléréalité avec Rick Dale, spécialiste de la restauration d'objets américains essentiellement des années 1950-1960.
- Cajun Pawn Stars (en) : programme de téléréalité avec Jimmie Deramus et sa famille, un pawn shop (The Silver Dollar Pawn & Jewelry Center) à Alexandria, en Louisiane qui est détenue et exploitée. C'est un format similaire à Pawn Stars
- Counting Cars (en français : Chasseur de bolides) : programme de téléréalité avec Danny Koker, dit « le Comte », propriétaire de Count’s Kustoms, dans laquelle Danny et son personnel restaurent et modifient des voitures classiques. C'est un format similaire à American Restoration.
- Pawn Stars UK (en) : version locale de Pawn Stars située au Royaume-Uni
- Pawn Stars SA : version locale de Pawn Stars située en Afrique du Sud
- Pawn Stars Australia (en) : version locale de Pawn Stars située en Australie
- Pawnography : jeu télévisé américain diffusé sur History. Animé par le comédien Christopher Titus et disposant des personnalités de Pawn Stars, tel Rick Harrison, Corey Harrison et Chumlee Russell à titre de panélistes (personne appartenant à un panel, dont les comportements de consommation sont régulièrement relevés et analysés).